# Chicoutimi Challenger 1989
Il Chicoutimi Challenger 1989 è stato un torneo di tennis facente parte della categoria ATP Challenger Series nell'ambito dell'ATP Challenger Series 1989. Il torneo si è giocato a Chicoutimi in Canada dal 17 al 23 luglio 1989 su campi in terra rossa.

## Vincitori

### Singolare
Andrew Sznajder ha battuto in finale  Karsten Braasch con il punteggio di 7–6, 1–6, 6–1

### Doppio
Howard Endelman /  John Sobel hanno battuto in finale  Karsten Braasch /  Willi Otten con il punteggio di 3–6, 6–4, 6–4